# جورج تشارباك
جورج تشارباك (بالفرنسية: Georges Charpak)‏؛ (1 أغسطس 1924 - 29 سبتمبر 2010)، عالم فيزياء بولندي / فرنسي. حاز على جائزة نوبل للفيزياء عام 1992 عن ابتكاره لعداد تناسبي متعدد الأقطاب لعد الجسيمات.
ولد في مدينة دوبرويزيا في بولندا (حالياً في أوكرانيا) وهاجر عندما كان عمره سبع سنوات مع والديه إلى فرنسا حيث نشأ وأتم تعليمه.
التحق بمركز البحوث الفرنسي عام 1954. وفي عام 1959, اشترك في المجموعة العلمية بمركز البحوث الأوروبي سيرن المجود في جينيف. حاز على جائزة نوبل للفيزياء عام 1992، وكانت هذه هي أخر مرة تعطي الجائزة لشخص واحد حتى 2009.

## روابط خارجية
- جورج تشارباك على موقع الموسوعة البريطانية (الإنجليزية)
- جورج تشارباك على موقع مونزينجر (الألمانية)
- جورج تشارباك على موقع إن إن دي بي (الإنجليزية)